# Roosevelt (musicien)
Marius Lauber, dit Roosevelt, né le 29 septembre 1990 à Viersen, est un chanteur, auteur-compositeur et producteur allemand de musique électronique. Il est édité par le label Greco-Roman,.

## Carrière musicale

### Parcours personnel
Son premier projet est Beat! Beat! Beat!, un groupe indie d'adolescents dont il est le batteur. Des années plus tard, le groupe se sépare et il devient soliste.
En 2013, il sort son premier EP « Elliot » en 2013. Le premier single « Elliot » est nommé « Meilleur nouveau morceau » par Pitchfork. Roosevelt a ensuite sorti la face double A « Night Moves/Hold On » en 2015 sur Greco-Roman , qui persiste avec un son chaleureux de synth-pop influencé par le mouvement Balearic beat.
En avril 2016, il annonce la sortie de son premier album, éponyme, dont la sortie est prévue le 19 août 2016, sur le label Greco-Roman/City Slang , avec les clips des morceaux « Colours » et « Moving On ».
En juin 2018, il annonce un deuxième album, Young Romance, sorti le 28 septembre 2018. Le premier single de cet album, "Under the Sun", sort le 27 juin 2018.
En mars 2019, il sort « Falling Back » et une reprise de « Everywhere » de Fleetwood Mac sur W Records. L'année suivante, cette reprise est incluse dans la bande originale de We Bare Bears: The Movie.
Le 10 juin 2020, Roosevelt sort le single Sign, le premier morceau original depuis son deuxième album Young Romance . Roosevelt a ensuite sorti quatre autres singles ("Echoes", "Feels Right", "Strangers" et "Lovers") avant son troisième album studio, Polydans, sorti le 26 février 2021.
En juillet 2023, il annonce un quatrième album, Embrace, dont la sortie est prévue le 22 septembre 2023. Quatre singles sont sortis au préalable : Ordinary Love, Luna, Paralyzed et Rising.

### Collaborations avec d'autres artistes
Il remixe des artistes comme Glass Animals, Jax Jones, Truls, Sundara Karma, Luka Vasta et Kakkmaddafakka.
Il fait les premières parties de Hot Chip, Totally Enormous Extinct Dinosaurs et Crystal Fighters.

## Discographie

### Albums
| Année | Détails de l'album | Positions maximales dans les charts  | Positions maximales dans les charts | Positions maximales dans les charts | Positions maximales dans les charts            | Positions maximales dans les charts |
| Année | Détails de l'album | ALLEMAGNE (GfK Entertainment Charts) | AUTRICHE (Ö3 Austria Top 40)        | SUISSE (Schweizer Hitparade)        | ÉTATS-UNIS (Billboard Dance/Electronic Albums) |                                     |
| ----- | --- | ------------------------------------ | ----------------------------------- | ----------------------------------- | ---------------------------------------------- | ----------------------------------- |
| 2016  | Roosevelt - Sortie : 19 août 2016 - Label : Greco Roman / City Slang - Format : CD, téléchargement numérique, vinyle                  | 27                                   | 36                                  | 33                                  | 11                                             |                                     |
| 2018  | Young Romance - Date de sortie : 28 septembre 2018 - Label : Greco Roman / City Slang - Format : CD, téléchargement numérique, vinyle | 58                                   | —                                   | 80                                  | —                                              |                                     |
| 2021  | Polydans - Date de sortie : 26 février 2021 - Label : Greco Roman / City Slang - Format : CD, téléchargement numérique, vinyle        | 23                                   | —                                   | 35                                  | —                                              |                                     |

### Singles[16]
| Année | Titre                        | Label                        |
| ----- | ---------------------------- | ---------------------------- |
| 2012  | "Sea"                        | Greco-Roman                  |
| 2013  | "Elliot"                     | Greco-Roman                  |
| 2015  | "Hold On/Night Moves"        | Greco-Roman / City Slang     |
| 2016  | "Colours/Moving On" "Fever"  | Greco-Roman / City Slang     |
| 2017  | "Moving On" "Belong"         | Greco-Roman / City Slang     |
| 2018  | "Under the Sun"              | Greco-Roman / City Slang     |
| 2018  | "Forgive" (feat. Washed Out) | Greco-Roman / City Slang     |
| 2018  | "Shadows"                    | Greco-Roman / City Slang     |
| 2018  | "Losing Touch"               | Greco-Roman / City Slang     |
| 2019  | "Falling Back"               | W Records                    |
| 2020  | "Sign"                       | Greco-Roman / City Slang     |
| 2020  | "Echoes"                     | Greco-Roman / City Slang     |
| 2020  | "Feels Right"                | Greco-Roman / City Slang     |
| 2020  | "Strangers"                  | Greco-Roman / City Slang     |
| 2021  | "See You Again"              | Greco-Roman / City Slang     |
| 2021  | "On My Mind / About U"       | Greco-Roman / City Slang     |
| 2023  | "Ordinary Love"              | Counter Records / Ninja Tune |
| 2023  | "Luna"                       | Counter Records / Ninja Tune |
| 2023  | "Paralyzed"                  | Counter Records / Ninja Tune |

### Remixes
- Glass Animals - Pools (Roosevelt Remix) (2014)
- Glass Animals - Life Itself (Roosevelt Remix) (2016)
- Sinkane - Telephone (Roosevelt Remix) (2016)
- CHVRCHES - Get Out (Roosevelt Remix) (2018)
- Rhye - Summer Days (Roosevelt Remix) (2018)
- Charlotte Gainsbourg - Bombs Away (Roosevelt Remix) (2019)
- Josin - In The Blank Space (Roosevelt Remix) (2019)
- Purple Disco Machine - Hypnotized (Roosevelt Remix) (2020)
- Bad Sounds - Move Into Me (feat. Broods) (Roosevelt Remix) (2021)
- Selah Sue - Pills (Roosevelt Remix) (2022)
- Balthazar - Linger On (Roosevelt Remix) (2022)
- Taylor Swift - Anti-Hero (Roosevelt Remix) (2022)

### Compilations[17]
| Année | Contribution | Album                     | Label            |
| ----- | ------------ | ------------------------- | ---------------- |
| 2013  | Montreal     | Electronic Beats 2013     | Electronic Beats |
| 2014  | Elliot       | Majestic Casual Chapter 2 | Kontor Records   |
| 2014  | Montreal     | Trip Mode                 | Kitsuné Maison   |

### Vidéos musicales
| Titre                 | Année | Réalisateur(s)                   | Réf.   |
| --------------------- | ----- | -------------------------------- | ------ |
| "Sea"                 | 2012  | Jem Goulding                     | [ 18 ] |
| "Montreal"            | 2013  | Roosevelt                        | [ 19 ] |
| "Elliot"              | 2013  | Hot Mess                         | [ 20 ] |
| "Night Moves"         | 2015  | Sophia Ray                       | [ 21 ] |
| "Hold On"             | 2015  | Fabian Podeszwa                  | [ 22 ] |
| "Colours / Moving On" | 2016  | Elliott Arndt                    | [ 23 ] |
| "Fever"               | 2016  | Elliott Arndt                    | [ 24 ] |
| "Belong"              | 2016  | Andres Fouché & Martijn Bosgraaf | [ 25 ] |
| "Moving On"           | 2017  | Hector Prats                     | [ 26 ] |
| "Under the Sun"       | 2018  | Unknown                          | [ 27 ] |
| "Shadows"             | 2018  | Playground                       | [ 28 ] |
| "Losing Touch"        | 2018  | Luke Bather                      | [ 29 ] |
| "Sign"                | 2020  | Ohad Ben-Moshe                   | [ 30 ] |
| "Feels Right"         | 2020  | Felix Aaron                      | [ 31 ] |
| "See You Again"       | 2021  | Hector Prats                     | [ 32 ] |